# Rízia
Rízia (grec moderne : Ρίζια) est une localité située dans le dème d'Orestiáda, dans le district régional d'Évros, dans la périphérie de Macédoine-Orientale-et-Thrace, en Grèce.
La localité appartient au district municipal de Výssa et constitue l'une des communautés municipales. Selon le recensement de 2021, elle compte 997 habitants.